# Autoresponder
Autoresponder spadá do oblasti e-mail marketingu a lze ho považovat za jeden z důležitých marketingových kanálů. Jedná se o e-maily, které jsou automaticky rozesílány příjemcům z databáze. Rozesílání probíhá na základě nějaké akce. Ta může být uskutečněna na webových stránkách. Příkladem je objednávka produktu z internetového obchodu. Na základě této objednávky se odesílá e-mail s jejím potvrzením. 
Autoresponder může být taktéž označován jako automatický e-mail.
Velká výhoda automatického e-mailu spočívá v tom, že text e-mailu je vytvořen pouze jednou. Tento e-mail je poté rozesílán na každý kontakt, který je zaregistrovaný v interní databázi firmy nebo podnikatele.
Autorespondery nemusejí sloužit jenom jako prostředek k potvrzení objednávky zboží. Lze je dále rozdělit. 

## Typy automatických e-mailů

### Časové autorespondery
Časový autoresponder je série e-mailů, které za sebou následují v určitém časovém období. Časový autoresponder lze využít například u uvítacích e-mailů.

### Autorespondery odesílané na základě provedené akce

#### Kliknutí na odkaz v e-mailu
Série e-mailů se odesílá na základě kliknutí na daný odkaz nebo tlačítko v jiném e-mailu (newsletter). Tímto způsobem lze rozeslat konkrétní nabídku produktů na základě toho, že uživatel projevil zájem o tento segment v některém z předchozích e-mailů.

#### Otevření e-mailového sdělení
Automatické rozeslání série e-mailů kontaktům, které otevřely jiné e-mailové sdělení. Příkladem může být otevřený e-mail s akční nabídkou produktů. Na základě něho je možné odeslat další s připomenutím o blížícím se konci akce. 

#### Přihlášení k odběru
Série e-mailů, na základě kterých se lze přihlásit k odběru v jiných kampaních. 

#### Dosažení cíle
Cílem může být uskutečnění nějaké konverze na webových stránkách. Například dokončení objednávky, na základě které se zobrazí stránka s poděkováním za její uskutečnění. 

#### Změna údajů
Automatické odeslání e-mailu, pokud uživatel změní své identifikační údaje. Často se využívá u uživatelských účtů.

#### Odeslání jiného autoresponderu
Na základě této funkce lze libovolně kombinovat a vytvářet nekonečné série e-mailů. Tento typ pomáhá udržovat kontakt napříč všemi odběrateli během nákupního cyklu. 

#### Vyplnění data narození
Je možné každoročně odesílat automatické e-maily uživatelům, kteří vyplnili tento údaj na internetových stránkách nebo e-mailu.
On-line nástrojů, jež umožňují rozesílat automatické e-maily, je mnoho. V České republice se nejčastěji využívá MailChimp, GetResponse nebo SmartEmailing. 

## On-line nástroje pro rozesílání automatických e-mailů

### MailChimp
MailChimp vznikl okolo roku 2001 a v současné době se řadí mezi světovou e-mailovou marketingovou platformu. Jedná se o hojně využívaný marketingový nástroj, prostřednictvím kterého je denně posíláno přes miliardu e-mailů. Tento nástroj je velice oblíbený z toho důvodu, že byl vytvořen především pro  malé a střední podniky. MailChimp je neustále inovován, aby vyhověl požadavkům zákazníků a pomáhal jim v jejich růstu. 

### GetResponse
GetResponse vzniklo v roce 1997. Zabývá se komplexním řešením pro e-mail marketing u malých i větších organizací. GetResponse nabízí přehledné administrativní prostředí, ve kterém lze spravovat celé kampaně včetně autoresponderů.  K dispozici je i velké množství e-mailových šablon a užitečné statistické nástroje pro analýzu. 

### SmartEmailing
SmartEmailing je český nástroj pro správu e-mail marketingu. Nástroj nabízí mnoho užitečných funkcí od responzivních e-mailových šablon, segmentaci kontaktů až po přehledné vyhodnocení statistik e-mailových kampaní.

### Ecomail
Ecomail je česká společnost, která vyvíjí a poskytuje nástroj pro správu e-mailového marketingu a hromadné rozesílání newsletterů. Firma vznikla v roce 2014 a její sídlo se nachází v Praze.